# Carlton (Cambridgeshire)
Pour les articles homonymes, voir Carlton.
Carlton est une paroisse civile et un village du Cambridgeshire, en Angleterre.